# Campionati del mondo di winter triathlon del 2003
I Campionati del mondo di winter triathlon del 2003 (VII edizione) si sono tenuti a Oberstaufen in Germania, in data 15 febbraio 2003.
Tra gli uomini ha vinto il tedesco Benjamin Sonntag, mentre la gara femminile è andata all'olandese Marianne Vlasveld.
Si sono aggiudicati il titolo mondiale nella categoria junior rispettivamente lo slovacco Matej Jurco e la tedesca Annika Fritz.
La gara valida per il titolo di campione del mondo di winter triathlon - nella categoria under 23 - è andata al norvegese Arne Post, mentre tra le donne alla connazionale Maria Kalnas.
La squadra tedesca ha vinto sia la staffetta élite maschile che quella femminile.

## Risultati

### Élite uomini
| Pos. | Nome                            | Paese         | Corsa    | Bici     | Sci      | Totale   |
| ---- | ------------------------------- | ------------- | -------- | -------- | -------- | -------- |
|      | Benjamin Sonntag                | Germania      | 00:25:13 | 00:30:38 | 00:25:21 | 01:21:12 |
|      | Christoph Mauch                 | Svizzera      | 00:24:54 | 00:32:14 | 00:25:48 | 01:22:56 |
|      | Falk Gopfert                    | Germania      | 00:25:57 | 00:32:47 | 00:24:34 | 01:23:18 |
| 4    | Frode Pedersen                  | Norvegia      | 00:25:43 | 00:32:55 | 00:24:43 | 01:23:21 |
| 5    | Thomas Schrenk                  | Germania      | 00:26:08 | 00:31:56 | 00:25:30 | 01:23:34 |
| 6    | Patrik Kuril                    | Slovacchia    | 00:25:02 | 00:32:49 | 00:25:58 | 01:23:49 |
| 7    | Alf Roger Holme                 | Norvegia      | 00:25:43 | 00:32:54 | 00:25:22 | 01:23:59 |
| 8    | Othmar Brügger                  | Svizzera      | 00:24:52 | 00:32:11 | 00:27:05 | 01:24:08 |
| 9    | Ola G Bustad                    | Norvegia      | 00:26:00 | 00:34:07 | 00:25:38 | 01:25:45 |
| 10   | Marc Ruhe                       | Liechtenstein | 00:25:42 | 00:32:00 | 00:28:05 | 01:25:46 |
| 11   | Joseph Brugger                  | Svizzera      | 00:26:04 | 00:33:08 | 00:26:42 | 01:25:54 |
| 12   | Nicolas Lebrun                  | Francia       | 00:25:53 | 00:32:52 | 00:27:20 | 01:26:05 |
| 13   | Walter Polla                    | Italia        | 00:26:02 | 00:34:01 | 00:27:12 | 01:27:15 |
| 14   | Walter Ernst                    | Germania      | 00:24:51 | 00:35:32 | 00:27:07 | 01:27:30 |
| 15   | Otakar Kobr                     | Rep. Ceca     | 00:26:51 | 00:34:19 | 00:27:00 | 01:28:10 |
| 16   | Andreas Strobel                 | Germania      | 00:27:31 | 00:33:50 | 00:27:25 | 01:28:46 |
| 17   | Anton Steiner                   | Italia        | 00:25:56 | 00:35:20 | 00:27:51 | 01:29:07 |
| 18   | Pascal Jentges                  | Lussemburgo   | 00:26:45 | 00:34:38 | 00:28:52 | 01:30:15 |
| 19   | Juan Carlos Apilluelo Fernandez | Spagna        | 00:25:54 | 00:36:02 | 00:28:24 | 01:30:20 |
| 20   | Iker Rozas Osinaga              | Spagna        | 00:26:50 | 00:35:22 | 00:28:16 | 01:30:28 |
| 21   | Sebastian Catlla Fernandez      | Spagna        | 00:26:58 | 00:35:17 | 00:28:22 | 01:30:37 |
| 22   | Oliver Kraas                    | Sudafrica     | 00:26:44 | 00:36:00 | 00:28:04 | 01:30:48 |
| 23   | Alexander Frühwirth             | Austria       | 00:26:50 | 00:37:46 | 00:26:22 | 01:30:58 |
| 24   | Pedro Añarbe Basterra           | Spagna        | 00:26:45 | 00:36:44 | 00:27:33 | 01:31:02 |
| 25   | Marcel Tschopp                  | Liechtenstein | 00:27:40 | 00:35:52 | 00:30:30 | 01:34:02 |
| 26   | Maik Petzold                    | Germania      | 00:26:00 | 00:40:13 | 00:29:55 | 01:36:08 |
| 27   | Oswald Weisenhorn               | Italia        | 00:25:44 | 00:39:21 | 00:34:45 | 01:39:50 |
| 28   | Luca Bonazzi                    | Italia        | 00:25:44 | 00:38:50 | 00:35:29 | 01:40:03 |
| 29   | Laurent Baraquin                | Lussemburgo   | 00:28:44 | 00:40:31 | 00:33:03 | 01:42:18 |
| 30   | Neal Henderson                  | Stati Uniti   | 00:31:43 | 00:40:15 | 00:32:57 | 01:44:55 |

### Élite donne
| Pos. | Atleta                      | Paese       | Corsa    | Bici     | Sci      | Totale   |
| ---- | --------------------------- | ----------- | -------- | -------- | -------- | -------- |
|      | Marianne Vlasveld           | Paesi Bassi | 00:28:57 | 00:36:07 | 00:27:32 | 01:32:36 |
|      | Sigrid Mutscheller          | Germania    | 00:29:26 | 00:36:14 | 00:27:55 | 01:33:35 |
|      | Jutta Schubert              | Germania    | 00:28:58 | 00:36:07 | 00:30:03 | 01:35:08 |
| 4    | Ine Wigernas                | Norvegia    | 00:29:32 | 00:40:12 | 00:27:13 | 01:36:57 |
| 5    | Karin Möbes                 | Svizzera    | 00:29:29 | 00:38:34 | 00:30:23 | 01:38:26 |
| 6    | Angela Huy                  | Germania    | 00:31:06 | 00:38:24 | 00:30:43 | 01:40:13 |
| 7    | Friederike Rupp             | Germania    | 00:30:27 | 00:39:29 | 00:30:32 | 01:40:28 |
| 8    | Camilla Hott Johansen       | Norvegia    | 00:31:45 | 00:38:47 | 00:29:59 | 01:40:31 |
| 9    | Anna Serra i Salame         | Spagna      | 00:30:37 | 00:42:06 | 00:31:07 | 01:43:50 |
| 10   | Stefania Bonazzi            | Italia      | 00:29:53 | 00:40:50 | 00:33:53 | 01:44:36 |
| 11   | Inmaculada Pereiro Gonzalez | Spagna      | 00:28:06 | 00:43:03 | 00:33:50 | 01:44:59 |
| 12   | Lenka Ilavská               | Slovacchia  | 00:31:04 | 00:42:43 | 00:31:40 | 01:45:27 |
| 13   | Katrin Helmcke              | Germania    | 00:31:37 | 00:40:12 | 00:35:28 | 01:47:17 |
| 14   | Sarka Grabmullerova         | Rep. Ceca   | 00:31:03 | 00:45:13 | 00:31:15 | 01:47:31 |
| 15   | Naia Alzola Amezua          | Spagna      | 00:33:24 | 00:41:27 | 00:33:11 | 01:48:02 |
| 16   | Annekatrin Nitzsche         | Germania    | 00:31:10 | 00:42:27 | 00:35:18 | 01:48:55 |

### Junior uomini
| Pos. | Nome               | Paese      | Corsa    | Bici     | Sci      | Totale   |
| ---- | ------------------ | ---------- | -------- | -------- | -------- | -------- |
|      | Matej Jurco        | Slovacchia | 00:08:48 | 00:16:21 | 00:14:22 | 00:39:31 |
|      | Giuseppe Lamastra  | Italia     | 00:08:40 | 00:17:46 | 00:14:24 | 00:40:50 |
|      | Peter Veltis       | Slovacchia | 00:08:25 | 00:17:18 | 00:15:48 | 00:41:31 |
| 4    | Andrej Kubis       | Slovacchia | 00:09:11 | 00:18:21 | 00:15:11 | 00:42:43 |
| 5    | Stanislav Groh     | Rep. Ceca  | 00:08:50 | 00:18:14 | 00:15:49 | 00:42:53 |
| 6    | Martin Veltis      | Slovacchia | 00:08:44 | 00:17:43 | 00:16:30 | 00:42:57 |
| 7    | Henry Beck         | Germania   | 00:08:46 | 00:19:03 | 00:16:15 | 00:44:04 |
| 8    | Daniel Fritz       | Germania   | 00:09:32 | 00:18:44 | 00:15:55 | 00:44:11 |
| 9    | Josef Katherin     | Austria    | 00:09:35 | 00:18:25 | 00:16:33 | 00:44:33 |
| 10   | Philipp Greve      | Germania   | 00:09:36 | 00:19:38 | 00:16:11 | 00:45:25 |
| 11   | Lars Hettich       | Germania   | 00:09:35 | 00:20:09 | 00:16:15 | 00:45:59 |
| 12   | Sebastian Lachmayr | Austria    | 00:10:12 | 00:20:00 | 00:16:10 | 00:46:22 |
| 13   | Branislav Hrasko   | Slovacchia | 00:09:08 | 00:20:34 | 00:16:47 | 00:46:29 |
| 14   | Gerald Reis        | Germania   | 00:09:13 | 00:24:09 | 00:16:41 | 00:50:03 |

### Junior donne
| Pos. | Atleta            | Paese      | Corsa    | Bici     | Sci      | Totale   |
| ---- | ----------------- | ---------- | -------- | -------- | -------- | -------- |
|      | Annika Fritz      | Germania   | 00:11:07 | 00:23:49 | 00:18:59 | 00:53:55 |
|      | Kathrin Muller    | Germania   | 00:10:22 | 00:26:06 | 00:18:01 | 00:54:29 |
|      | Marlene Kuhne     | Germania   | 00:10:28 | 00:25:15 | 00:18:59 | 00:54:42 |
| 4    | Jana Veldscholten | Germania   | 00:10:06 | 00:26:27 | 00:18:57 | 00:55:30 |
| 5    | Carina Wasle      | Austria    | 00:10:07 | 00:28:22 | 00:17:52 | 00:56:21 |
| 6    | Juliana Stykova   | Slovacchia | 00:11:11 | 00:25:48 | 00:21:45 | 00:58:44 |
| 7    | Clarissa Greve    | Germania   | 00:11:47 | 00:24:51 | 00:22:14 | 00:58:52 |

### Under 23 uomini
| Pos. | Atleta           | Paese       | Corsa    | Bici     | Sci      | Totale   |
| ---- | ---------------- | ----------- | -------- | -------- | -------- | -------- |
|      | Arne Post        | Norvegia    | 00:25:01 | 00:34:42 | 00:24:39 | 01:24:22 |
|      | David Roderer    | Germania    | 00:26:08 | 00:33:44 | 00:27:39 | 01:27:31 |
|      | Daniel Hehle     | Germania    | 00:27:39 | 00:34:32 | 00:27:27 | 01:29:38 |
| 4    | Dominik Berger   | Austria     | 00:26:01 | 00:37:50 | 00:29:35 | 01:33:26 |
| 5    | Daniel Antonioli | Italia      | 00:26:09 | 00:37:29 | 00:35:42 | 01:39:20 |
| 6    | Robert Fischer   | Germania    | 00:31:01 | 00:40:17 | 00:28:30 | 01:39:48 |
| 7    | Michael Göhner   | Germania    | 00:26:06 | 00:43:46 | 00:32:17 | 01:42:09 |
| 8    | Henry Wilmes     | Lussemburgo | 00:30:35 | 00:48:51 | 00:35:25 | 01:54:51 |

### Under 23 donne
| Pos. | Atleta              | Paese      | Corsa    | Bici     | Sci      | Totale   |
| ---- | ------------------- | ---------- | -------- | -------- | -------- | -------- |
|      | Maria Kalnas        | Norvegia   | 00:31:59 | 00:39:30 | 00:29:49 | 01:41:18 |
|      | Carolin Windbichler | Germania   | 00:31:44 | 00:43:54 | 00:29:41 | 01:45:19 |
|      | Martina Feldmann    | Canada     | 00:32:37 | 00:40:33 | 00:35:17 | 01:48:27 |
| 4    | Claudia Seidel      | Germania   | 00:32:34 | 00:43:42 | 00:41:18 | 01:57:34 |
| 5    | Ivana Kupcova       | Slovacchia | 00:34:33 | 00:47:28 | 00:42:08 | 02:04:09 |

## Medagliere
| Pos. | Paese       | Oro | Argento | Bronzo |    |
| ---- | ----------- | --- | ------- | ------ | -- |
| 1    | Germania    | 2   | 4       | 4      | 10 |
| 2    | Norvegia    | 2   | 0       | 0      | 2  |
| 3    | Slovacchia  | 1   | 0       | 1      | 2  |
| 4    | Paesi Bassi | 1   | 0       | 0      | 1  |
| 5    | Svizzera    | 0   | 1       | 0      | 1  |
| 5    | Italia      | 0   | 1       | 0      | 1  |
| 7    | Canada      | 0   | 0       | 1      | 1  |

## Staffetta

### Élite uomini
| Pos. | Atleta                                        | Paese    | 1 frazione | 2 frazione | 3 frazione | Totale   |
| ---- | --------------------------------------------- | -------- | ---------- | ---------- | ---------- | -------- |
|      | Benjamin Sonntag Falk Gopfert Thomas Schrenk  | Germania | 00:15:55   | 00:16:20   | 00:17:35   | 00:49:50 |
|      | Christoph Mauch Othmar Brügger Joseph Brugger | Svizzera | 00:16:39   | 00:16:52   | 00:17:22   | 00:50:53 |
|      | Alf Roger Holme Frode Pedersen Arne Post      | Norvegia | 00:16:47   | 00:16:51   | 00:17:38   | 00:51:16 |

### Élite donne
| Pos. | Atleta                                                             | Paese    | 1 frazione | 2 frazione | 3 frazione | Totale   |
| ---- | ------------------------------------------------------------------ | -------- | ---------- | ---------- | ---------- | -------- |
|      | Sigrid Mutscheller Angela Huy Jutta Schubert                       | Germania | 00:19:46   | 00:20:09   | 00:20:14   | 01:00:09 |
|      | Ine Wigernas Camilla Hott Johansen Maria Kalnas                    | Norvegia | 00:20:07   | 00:20:38   | 00:20:59   | 01:01:44 |
|      | Inmaculada Pereiro Gonzalez Anna Serra i Salame Naia Alzola Amezua | Spagna   | 00:21:34   | 00:21:48   | 00:22:15   | 01:05:37 |